# Полетти, Луиджи (архитектор)
Луиджи Полетти  (итал. Luigi Poletti, 28 октября 1792, Модена — 2 августа 1869, Рим) — итальянский архитектор неоклассического направления.
Полетти родился в Модене. В Болонье получил степень доктора математики и философии. После возвращения в Модену Луиджи Полетти был определён инженером и профессором механики и гидравлики в университете Гарфаньяны (историческая область на северо-западе Тосканы. Затем он получил стипендию для продолжения учёбы в Риме, где учился архитектуре у Раффаэле Стерна.
В 1823 году сильно пострадала от пожара древняя базилика Сан-Паоло-фуори-ле-Мура, одна из семи паломнических церквей Рима. Когда было объявлено о планах строительства новой базилики, многие историки, архитекторы, археологи и деятели церкви, такие как Карло Феа, выступили за воссоздание старой церкви. Папа Лев XII поручил возглавить строительные работы архитектору Паскуале Белли. Однако вскоре его заменил Полетти, предложивший воссоздание базилики в историческом виде, но с использованием новых материалов и технологий.

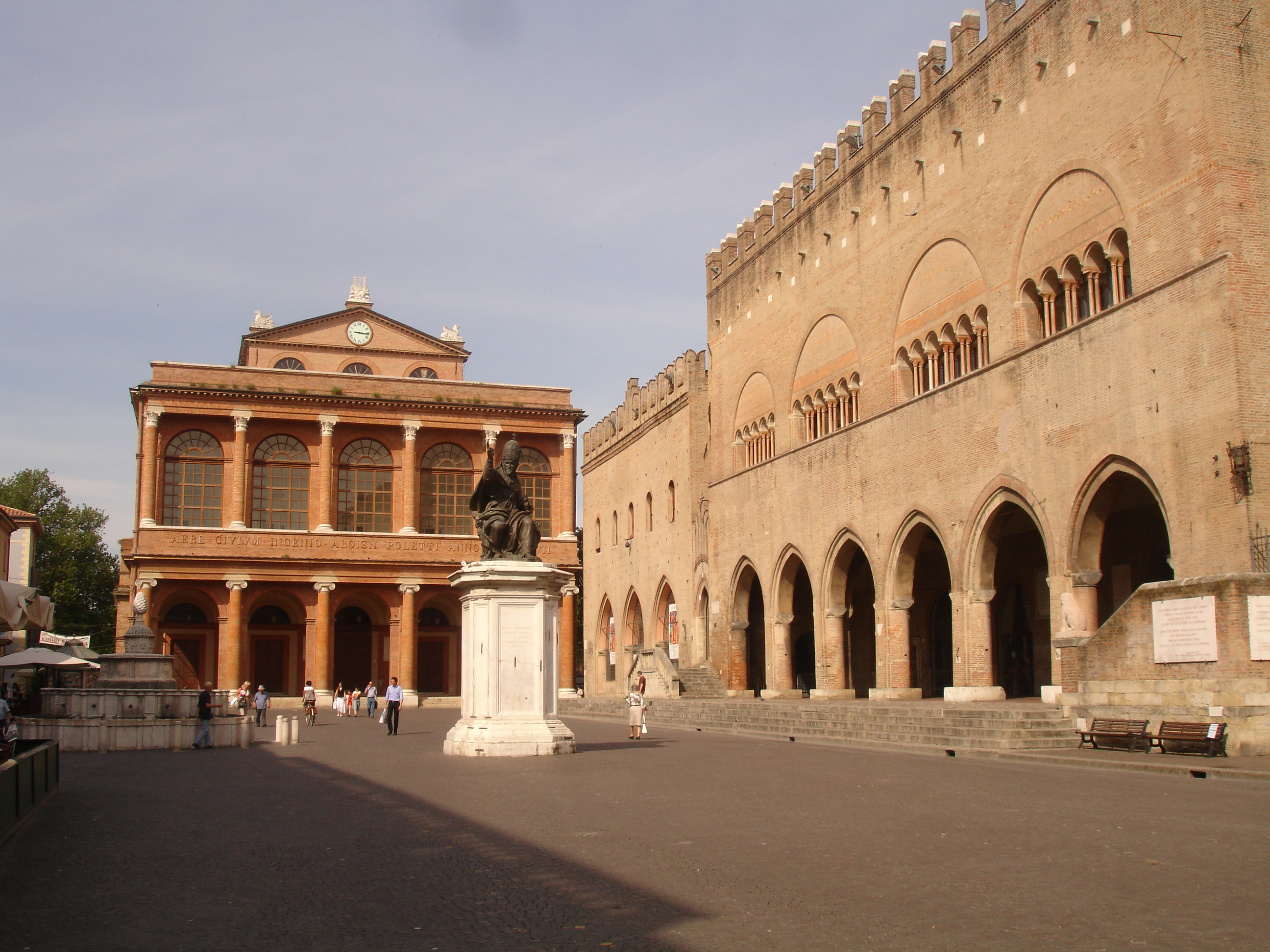
Площадь Кавур в Римини. Здание городского театра. 1843—1857. Архитектор Л. Полетти

В 1840 году Луиджи Полетти производил работы в римском Пантеоне, строил театры в Фано (1845—1863) и Терни (1840—1848). В 1843—1857 годах по собственному проекту построил театр на Пьяцца Кавур в Римини с эффектной двухъярусной аркадой главного фасада. Автор и дата указаны в латинской надписи на фризе здания (AERE CIVIVM INGENIO ALOISII POLETTI ANNO MDCCCLVII). Он перестраивал церковь Сан-Венанцио в Камерино (здание обрушилось в результате землетрясения 1792 года). После разрушения в результате землетрясения 1832 года Луиджи Полетти в 1836—1840 годах восстанавливал базилику Санта-Мария-дельи-Анджели в Ассизи. Он построил собор в Монтальто-делле-Марке на фундаменте, заложенном при папе Сиксте V в 1580-х годах.
Полетти проектировал маяк и арсенал в порту Рипа-Гранде (римский порт в нижнем течении Тибра). Он проектировал капеллы и церкви, надгробные монументы в Риме и его окрестностях. В 1854 году по проекту Полетти на Площади Испании в Риме установлена Колонна Непорочного зачатия (La colonna dell’Immacolata). Вклад Луиджи Полетти в неоклассическую архитектуру Италии значителен.
Среди его учеников был Вирджинио Веспиньяни.